# Santa Bárbara (departement van Jujuy)
Santa Bárbara is een departement in de Argentijnse provincie Jujuy. Het departement (Spaans:  departamento) heeft een oppervlakte van 4.448 km² en telt 17.115 inwoners.

## Plaatsen in departement Santa Bárbara
- El Fuerte
- El Olvido
- El Piquete
- El Sauzal
- El Talar
- El Tipal
- Isla Chica
- La Celulosa
- Las Juntas
- Los Matos
- Madrejón
- Palma Sola
- Puente Lavayen
- Real de los Toros
- San Rafael
- Santa Clara
- Siete Aguas
- Valle Grande
- Vinalito